# Llista d'Alts Comissionats francesos a Síria
Els alts comissionats francesos al Llevant van exercir autoritat nominal primer a tot el nord de la Síria històrica (modernes Síria i Líban) i a Cilícia, si bé de fet només va tenir autoritat efectiva al Líban, costa siriana i Cilícia occidental. Cilícia va tenir els seus propis administradors després de 1919, i fou renunciada el 1921, quedant evacuada el gener de 1922. França va conservar el control efectiu del Mont Líban i la costa siriana. La major part de la resta de Síria va continuar en mans del govern àrab del haiximita Faisal I, i després del regne de Síria (8 de març de 1920) fins al 24 de juliol de 1920 quan els francesos van ocupar tot el país. La residència de l'Alt Comissionat fou a Beirut. La llista d'alts comissionats és la següent:
- octubre de 1918 - 21 de novembre de 1919 François Georges-Picot
- 21 de novembre de 1919 - 23 de novembre de 1922 Henri-Joseph-Eugène Gouraud
- 23 de novembre de 1922 - 17 d'abril de 1923 Robert de Caix (interí)
- 17 d'abril de 1923 - 29 de novembre de 1924 Maxime Weygand
- 29 de novembre de 1924 - 23 de desembre de 1925 Maurice-Paul-Emmanuel Sarrail
- 23 de desembre de 1925 - 23 de juny de 1926 Baron Henry de Jouvenel des Ursins
- agost de 1926 - 16 de juliol de 1933 Auguste Henri Ponsot
- 16 de juliol de 1933 - gener de 1939 Damien de Martel, comte de Martel
- gener de 1939 - novembre de 1940 Gabriel Puaux
- 24 de novembre de 1940 - 27 de novembre de 1940 Jean Chiappe (no va arribar a prendre possessió)
- 6 de desembre de 1940 - 14 de juny de 1941 Henri Fernand Dentz
- 24 de juny de 1941 - 7 de juny de 1943 Georges-Albert-Julien Catroux (Delegat-general i cap de les Forces de la França Lliure als estats del Llevant)
- 7 de juny de 1943 - 23 de novembre de 1943 Jean Helleu (plenipotenciari)
- 23 de novembre de 1943 - 23 de gener de 1944 Yves Chataigneau
- 23 de gener de 1944 - 1 de setembre de 1946 Étienne-Paul-Émile-Marie Beynet